# Монтекрето
Монтекрето (італ. Montecreto) — муніципалітет в Італії, у регіоні Емілія-Романья,  провінція Модена.
Монтекрето розташоване на відстані близько 300 км на північний захід від Рима, 60 км на південний захід від Болоньї, 50 км на південь від Модени.
Населення — 976 осіб (2014).

## Демографія
Населення за роками:

Станом на 1 січня 2023 року в муніципалітеті офіційно проживало 106 іноземців з 13 країн, серед них 22 громадяни країн Євросоюзу та 3 громадяни України.

## Сусідні муніципалітети
- Лама-Моконьо
- Павулло-нель-Фриньяно
- Ріолунато
- Сестола